# Световно първенство по ски северни дисциплини 1929
Световното първенство по ски северни дисциплини през 1929 година се провежда в Закопане, Полша между 5 и 10 февруари 1929 г.
Включва състезания в спортовете ски бягане, северна комбинация и ски скокове. 

## Ски бягане
В ски бягането се провеждат състезания в дисциплините 17 km и 50 km. 

### 17 km
Бягането на 17 km се провежда на 7 февруари.
| Място | Име              | Държава   |
| ----- | ---------------- | --------- |
| 01    | Вели Сааринен    | Финландия |
| 02    | Анселм Кнуутила  | Финландия |
| 03    | Йелмар Бергщрьом | Швеция    |

### 50 km
Бягането на 50 km се провежда на 9 февруари.
| Място | Име             | Държава   |
| ----- | --------------- | --------- |
| 01    | Анселм Кнуутила | Финландия |
| 02    | Вели Сааринен   | Финландия |
| 03    | Оле Хансон      | Швеция    |

## Северна комбинация
Северната комбинация се провежда на 5 февруари. 
| Място | Име             | Държава   |
| ----- | --------------- | --------- |
| 01    | Ханс Виняренген | Норвегия  |
| 02    | Оле Стенен      | Норвегия  |
| 03    | Еско Йервинен   | Финландия |

## Ски скокове
Състезанието по ски скокове се провежда на 5 февруари от 90-метрова шанца. 
| Място | Име               | Държава  |
| ----- | ----------------- | -------- |
| 01    | Зигмунд Рууд      | Норвегия |
| 02    | Кристиан Йохансон | Норвегия |
| 03    | Ханс Клепен       | Норвегия |